# Saint-Blaise (Neuchâtel)
Saint-Blaise (antiguamente en alemán Sankt Blasien) es una comuna suiza del cantón de Neuchâtel, situada en el distrito de Neuchâtel. Limita al norte con la comuna de Cressier, al este con Cornaux, al sureste con La Tène, al suroeste con Hauterive, y al oeste con Neuchâtel. 

## Demografía
En la siguiente tabla se muestra la evolución de la población histórica de la comuna:

## Ciudades hermanadas

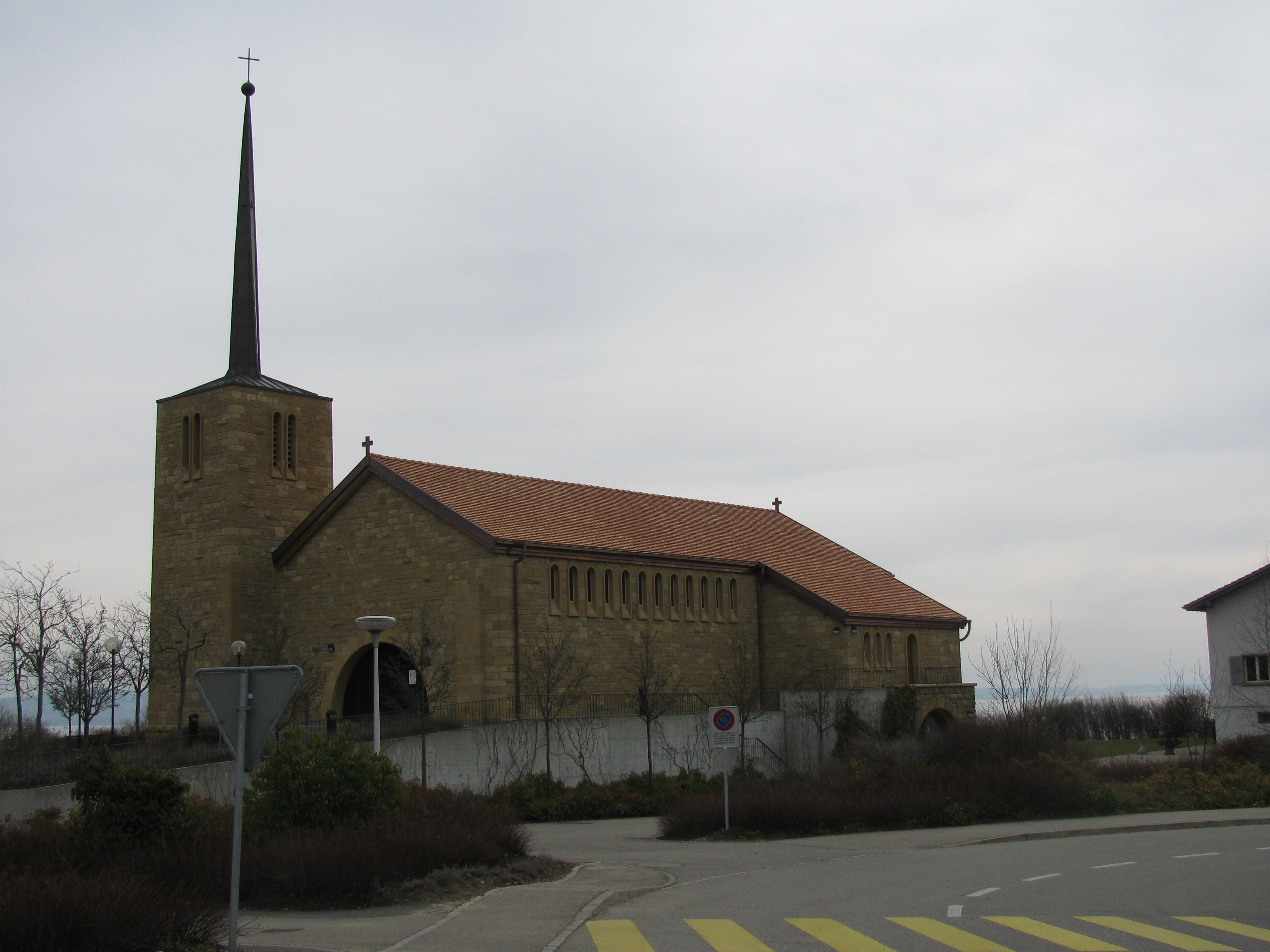
Iglesia de Saint-Blaise.

- Sankt Blasien.